# جوزيف كوفمان
جوزيف كوفمان (بالإنجليزية: Joseph Kaufman)‏ هو ممثل أمريكي، ولد في 1882 في واشنطن العاصمة في الولايات المتحدة، وتوفي في 1 فبراير 1918 في نيويورك في الولايات المتحدة بسبب الإنفلونزا الإسبانية وإنفلونزا.

## وصلات خارجية
- جوزيف كوفمان على موقع IMDb (الإنجليزية)
- جوزيف كوفمان على موقع قاعدة بيانات برودواي على الإنترنت (الإنجليزية)
- جوزيف كوفمان على موقع قاعدة بيانات برودواي على الإنترنت (الإنجليزية)